# Lautlose Invasion
Lautlose Invasion (Originaltitel: Target Earth) ist ein amerikanischer Science-Fiction-Film des Regisseurs Peter Markle aus dem Jahr 1998 mit Christopher Meloni, Marcia Cross, John C. McGinley, Dabney Coleman und Courtney Crumpler.

## Handlung
In Springfield im US-amerikanischen Bundesstaat Illinois kommt es eines Nachts zu ungewöhnlichen Vorkommnissen. Arbeiter reparieren eine Stromleitung, um das Haus von Mrs. Darlington wieder mit Strom zu versorgen, als die Leitungen urplötzlich explodieren. Kurz darauf erscheint ein Raumschiff über dem Gebäude und verschwindet am Horizont. Die alte Dame geht zur Polizei und berichtet Detective Samuel Adams von ihrem Erlebnis, der ihr jedoch zunächst nicht glaubt. Am darauf folgenden Tag wird die Tochter der alleinerziehenden Karen, Tammy, entführt. Der polizeibekannte Straftäter Raymond hat das Mädchen von seinem Fahrrad weggelockt und entführt, legt sie aber kurz darauf vor dem Haus des Polizisten Samuel Adams behutsam ab. Bevor er sich entfernt, überträgt er ihr über ihre Handfläche den Inhalt eines Computerchips in ihr Gehirn. Adams findet das Kind und kann es der überglücklichen Mutter wieder zurückbringen. In ihrem Haus angekommen berichtet er, dass seine eigene Frau vor vier Jahren spurlos verschwunden sei und er die Ängste der Mutter nachempfinden kann. Karen merkt schnell, dass Tammy nicht mehr dasselbe Mädchen ist. Sie sagt scheinbar wirre Kinderreime auf, zeichnet merkwürdige Bilder mit Aliens und schreibt endlose, binäre Zahlenkolonnen auf – was jedoch zunächst weder Karen noch Adams bemerken. Außerdem will sie unbedingt „Emmett aus Sektor 238“ treffen. Karen und Adams können sich darauf keinen Reim machen. Adams fragt bei seinem Onkel, Senator Ben Arnold, ob ihm bekannt sei, dass das Militär in dieser Gegend Experimente unternimmt, doch dieser verneint derartige Aktivitäten.
Unterdessen gerät Adams mit dem FBI-Agenten Naples aneinander. Dieser hat den flüchtigen Raymond gestellt und verhört ihn. Raymond macht einen verwirrten Eindruck, denn er warnt den Agenten vor einer drohenden Invasion Außerirdischer. Kurz darauf wird Raymond von einem Streifenpolizisten im Verhörzimmer erschossen. Adams erkennt nach und nach, dass sich seine Mitmenschen verändern. Sie wurden zuvor von den Außerirdischen entführt und mit einem Implantat versehen, das sie „auf Knopfdruck“ zu willenlosen Kreaturen der Außerirdischen macht. Diese wollen nach und nach die Erde erobern und planen eine große Invasion mit Hilfe ihrer Raumschiffe. Senator Arnold kooperiert mit den Aliens, denn ihm wurde versprochen, nach deren Machtübernahme als repräsentatives Oberhaupt der Menschheit zu fungieren. Adams dringt in den PDA von Naples ein und erkennt, dass in einer „Sektion 238“ der feindliche Übergriff beginnen soll. Er gelangt weiterhin an die Namen einiger Opfer, die seit den merkwürdigen Vorkommnissen in Springfield zu beklagen waren.
Naples erkennt, dass Tammy eine Gefahr für die gesamte Operation darstellt. Sie hat die Koordinaten der Stelle in ihrem Gehirn, an der die Aliens ihre Raumschiffe auf die Erde transportieren wollen. Er verfolgt Tammy, die sich mit Hilfe von Adams und der Widerstandsbewegung um ihren Anführer Emmett in Sicherheit bringen kann. Adams erfährt dort von Emmett, dass einige Menschen immun gegen das Implantat seien und sie die Ankunft der Aliens unbedingt verhindern wollen. Sie bringen Tammy dazu, die Zahlenkolonnen erneut aufzuschreiben und erhalten so die Zugangsdaten zum Transponderort der Aliens. Bei der Übergabe an hochrangige Beamte müssen sie jedoch erkennen, dass sie verraten wurden, denn Emmett und seine Begleiter werden erschossen. Und auch Adams, der das Feuergefecht überlebt, muss erkennen, dass sich sein Onkel auf die Seite der Aliens geschlagen hat. Er versteckt Tammy und Karen bei Mrs. Darlington und macht sich mit der letzten Überlebenden der Widerstandsgruppe Carrie auf zum Transponderort, einem großen Kraftwerk. Doch auch Carrie wurde ein Chip implantiert und sie kann sich nicht gegen die Umprogrammierung wehren. Es kommt zu einem Kampf zwischen Carrie und Adams, bei der sie sich schlussendlich selbst erschießt.
Adams ist nun auf sich allein gestellt und dringt in das Kraftwerk ein. Er kann mehrere Sprengladungen platzieren, bevor es zum Zweikampf mit Naples kommt. Er offenbart Adams, dass seine Frau ebenfalls implantiert wurde, aber den Eingriff nicht überlebt habe. Naples wird überwältigt und Adams kann die Sprengladungen zünden. Kurz bevor die feindlichen Raumschiffe auf die Erde gelangen, wird der Transponder zerstört und die Raumschiffe verglühen in der Atmosphäre. Adams kehrt zu Mrs. Darlington zurück, wo Karen und Tammy bereits auf ihn warten.
In der Schlusssequenz wird jedoch deutlich, dass eines der feindlichen Raumschiffe noch existiert.

## Kritik
„Abfallprodukt der ‚Akte X‘-Hysterie.“

„Science-Fiction-Film auf ausgetretenen Pfaden.“

## Erstausstrahlungen und DVD-Veröffentlichung
Der Film wurde in den USA am 5. Februar 1998, in Spanien am 7. Juli 1998 und in Frankreich am 9. November 2001 erstmals ausgestrahlt. In Ungarn fand die Erstausstrahlung am 31. Oktober 2004 und in Australien am 8. Juni 2006 statt. In Deutschland wurde der Film am 7. Juli 2000 auf VOX gezeigt. Die DVD wurde in Deutschland am 23. Januar 2004 von der VZ-Verlagsgesellschaft veröffentlicht.